# Писмо
Писмо је начин графичког представљања односно записивања језика. Наука која се бави изучавањем његовог настанка, врста и развоја назива се граматологија. Глагол писати је највероватније настао од старословенског псати, у значењу урезивати. У старија времена су појмови писмо и писмено означавали слово. У значајном броју индоевропских језика се појам слова и букве изражава веома сличним речима, на основу чега се извлачи закључак да се у индоевропској заједници прво писало на буковој кори.
Систем писања је било који конвенционални метод визуелног представљања вербалне комуникације. Док су и писање и говор корисни у преносу порука, писање се разликује по томе што је исто тако поуздана форма чувања и трансфера информација. Процеси кодирања и декодирања система писања обухватају заједничко разумевање између писаца и читалаца значења иза сетова симбола који сачињавају скрпту. Писање се обично забележи на постојаном медијуму, као што је папир или електронски медијум, мада се могу користити и нетрајни методи, као што је писање на рачунарском дисплеју, на табли, у песку или димом по небу.
Општи атрибути система писања могу се могу ставити у широке категорије као што су алфабети, слоговна писма, или логографи. Сваки дати систем може имати атрибуте више од једне категорије. У алфабетској категорији, постоји стандардни сет слова (основних писаних симбола или графема) за сугласнике и самогласнике који кодирају по основи општег принципа да слова (или парови/групе слова) представљају говорне звуке. У слоговном писму, сваки симбол корелира са слогом или мором. У логографији, сваки знак представља реч, морфему, или друге семантичке јединице. Друге категорије обухватају абџаде, који се разликују од алфабета по томе што самогласници нису означени, и абугиде или азбучнослоговно писмо, у коме сваки знак представља сугласник–самогласник пар.
Већина система типично има редослед својих симбола тако да групе кодирају веће кластере као што су речи или акроними (генерално лексеме), што доводи до много више могућности (пермутација) у значењима него што симболи могу пренети сами. Системи исто тако омогућавају повезивање тих мањих група (понекад се помиње генерички термин 'карактерни низови') како би се омогућио потпуни израз језика. Читање се може постићи чисто у уму као интерни процес, или оралним изражавањем. Посебан скуп симбола познат као интерпункција се користи да се помогне у структури и организацији многих писаних система и може се користити за помоћ при изражавању нијанси и варијација у значењу поруке која се вербално комуницира помоћу индикација у ритму, тону, актенцу, модулацији или интонацији. Систем писања такође обично има метод за форматирање снимљених порука које следе правила говорне верзије попут њене граматике и синтаксе, тако да ће читалац имати значење предвиђене поруке тачно сачувано.
Системима писања је претходило прото-писање, које користи пиктограме, идеограме и друге мнемоничке симболе. Прото-писању недостаје способност за снимање и изражавање читавог спектра мисли и идеја. Проналазак система писања, који датира уназад до почетка бронзаног доба у касној неолитској ери при крају 4. миленијума п. н. е., омогућио је прецизно трајно записивање људске историје у маниру који није био подложан истим типовима грешака којима је орална историја подложна. Убрзо након тога, писање је пружало поуздану форму комуникације на даљину. Са развојем издаваштва, оно је пружило медијум за ране форме масовних комуникација.
Креирање новог алфабетског писма за језик са постојећим логографским системом писања назива се алфабетизација, као кад је Народна Република Кина проучавала могућност алфабетизације кинеског језика са латиницом, ћирилицом, арапским писмом, и чак бројевима, иако се најчешћа пракса, претварања у латиницу, обично назива правописном латинизацијом, односно правописном романизацијом.

## Основне одлике
Системи писања се разликују од других могућих система симболичке комуникације по томе да се систем писања увек асоцира са бар једним говорним језиком. У контрасту с тим, визуелне репрезентације као што је цртање, сликање и невербални ознаке на мапама, попут контурних линија, нису директно везане за језик. Неки симболи на информацијским знацима, као што су симболи за мушко и женско, такође нису везани за језик, али могу постати део језика ако се често користе заједно са другим језичким елементима. Неки други симболи, као што су бројеви и амперсанд, нису директно повезани са било којим специфичним језиком, али се често користе у писању и стога се морају сматрати делом система писања.
Свака људска заједница поседује језик, који многи сматрају урођеном и дефинишућим условом човечанства. Међутим, развој система писања, и процес којим су заменили традиционалне оралне комуникационе системе, били су спорадични, неједнаки и спори. Када су једном успостављени, системи писања се генерално мењају спорије од својих говорних пандана. Тако они често очувају функције и изразе који више нису актуелни у говорном језику. Једна од сјајних предности система писања је та да могу очувати трајни запис информација изражених на датом језику.
Писмо је средство просторне и временске комуникације. У ширем смислу то је сваки систем видљивих облика (слика, симбола, знакова и њихових комбинација) намерно произведених у сврху меморисања и обавештавања; у ужем смислу, систем знакова који представљају одређене елементе говорног језика: поједине речи, слогове или гласове. Разликујемо неколико врста писама:
- Појмовно (логографско)
- Слоговно (појмовно - силабичко)
- Словно (алфабет)

Ово су три развојне фазе писма, Данас се и даље користе све те врсте, мада је најчешће у употреби алфабет, а примитивније развојне фазе, користимо као помоћна средства у комуникацији.
Свако писмо има следеће одлике:
- тачно дефинисан коначан скуп симбола (слова)
- везано је за одређени језик који представља у графичком облику
- комбинацијом симбола који чине писмо и правописних правила могу се изразити све речи једног језика
- користи се за индиректну комуникацију између особе која пише и особе која чита

## Историја

### Сликовно писмо
Претеча писма је комуникација помоћу разноразних предмета - сложено камење, шкољке, преломљене гранчице, стрелице, ватра, дим и сл. Познато је и кипуи quipu – конопац писмо, јужноамеричких Индијанаца Инка: на главни конопац обешени су мањи конопци са разнобојним чворовима, а распоред чворова и боје су указивале на одређену поруку. Сликовно писмо настаје када сличице, из фазе у фазу, дођу на одређени степен стилизације, и када се такав, одређени сликовни појам, договорно почиње употребљавати и то увек за исти појам. Већ се пећински човек у праисторији користио таквим начином споразумевања. Затим се различите сличице доводе у узајамни однос и стварају асоцијацију. Такав почетак сликовног писма се зове - Пиктографија.
Пиктограми су записи, или саопштења начињени низањем шематских сличица људи, животиња, предмета и сл. И данас је користе неки Индијанци и Ескими. Пиктограме читамо као симболе, а данас их користимо у саобраћају (саобраћајни знаци), на аеродромима, спортским објектима, хотелима (разна обавештења и ознаке) и слично.

### Појмовно писмо
Идеограми су шематизовани облици појединих слика који постају носитељи појединих речи и појмова, а који се могу доводити у односе и стварати асоцијације на апстрактне, афективне и релационе појмове. Тако се нпр. код кинеског писма идеограм „хао“ који означава „добро“ и „љубав“ гради спајањем слике мајке и слике детета. Идеограм „певати“ је сложен од идеограма - слике птице и слике уста. Идеограм „свађа“ од спајања две слике жене.
| Пећински цртежи | Савремени пиктограми | Савремени идеограми | Сумерски идеограми | Диск са Крита 1700. год. пр. н. е. |
| --------------- | -------------------- | ------------------- | ------------------ | ---------------------------------- |
| Пећински цртежи | Савремени пиктограми | Савремени идеограми | Сумерски идеограми | Диск са Крита - 1700. п. н. е.     |

#### Клинасто писмо
У Месопотамији, Сумери су око 3400. п. н. е. вероватно створили најстарије писмо. У почетку су то логограми, знакови који представљају поједину реч. Ускоро долази до фонетизације клинастог писма, па знакови приказују гласове или гласовне групе. Тако је око 2500. п. н. е. клинасто писмо постало мешавина појмовног и слоговног писма. Клинови су настали утискивањем штапића у свежу глину. Временом знакови су полако изгубили своју почетну фигуративност.

#### Египатски хијероглифи
И египатско писмо је убрзо изгубило свој идеографски карактер и постало појмовно и слоговно. На крају су Египћани сликовним знацима означавали и поједина слова, тј. гласове. Како се повећавао државни апарат, тако су Египћани имали потребу за једноставнијим писмом, па је у 3000. п. н. е. настало хијератско (свештеничко) писмо, а од 800. год. до 500. п. н. е. користи се демотско (народно) писмо.

#### Кинеско писмо
Ово се писмо употребљава без неких већих и значајнијих промена већ око 4000 година. По својој форми кинеско писмо је сликовно писмо – јер се сваки појам обележава својом сличицом, али је по значењу то појмовно писмо. У прво време се писало вертикално, а данас се пише хоризонтално и то слева надесно. Кинеско писмо има око 50.000 знакова.

### Слоговно или силабичко писмо
Овде се сваки знак односи на један граматички слог. Слоговно писмо се развило тако што се знак за појам (идеограм) или реч (логограм) почео односити само на први слог те речи, или се више идеограма кратких речи слагало заједно да би се добило приближни фонетски састав неке дуже речи.
| Хебрејско писмо | Писмо девангари | Арапско писмо | Римска капитала | Римска уницијала |
| --------------- | --------------- | ------------- | --------------- | ---------------- |
| Хебрејско писмо | Писмо девангари | Арапско писмо | Римска капитала | Римска уницијала |

#### Критско линеарно писмо
Настало је почетком 2000. године п. н. е. (прво писмо у Европи) под утицајем египатске хијероглифике.

#### Хебрејско квадратично писмо
Квадратично писмо Kethabh merruba зове се још и асирско писмо. Састоји се од 22 знака за консонанте, пише се здесна налево, а одсутност вокала надокнађује се додатним знаковима, тачкицама или цртицама испод слова. Овакво писање се назива и масоретским знаковима или пунктацијом.

#### Девангари
Развило се у северној Индији из писма брахми у писмо деванагари ("писмо божанског града"). Чита се и пише слева надесно. Дељења речи нема.

#### Арапско писмо
Развило се у VII веку. Најстарији рукописи курана написани су куфским писмом, монументалним и углатим, веома погодним за урезивање. Временом, писањем на кожи и папирусу изгубило је своју укоченост и претворило се у насхи, претечу данашњег арапског писма. Арапско се писмо се чита здесна налево, а слова су унутар речи повезана.

### Алфабет
У развојном ланцу писма алфабет се налази на крају. Од 26 до 36 знакова су графеми, а они представљају знакове за поједине гласове фонеме. Сматра се да су први творци алфабета Феничани, мада има и других теорија.
| Каролиншка минискула | Готичка минискула | Ћирилички натпис | Башчанска плоча | Развој слова А |
| -------------------- | ----------------- | ---------------- | --------------- | -------------- |
| Каролиншка минискула | Готичка минискула | Ћирилички натпис | Башчанска плоча | Развој слова А |

#### Фенички алфабет
Феничани су трговали са својим суседима, Египћанима и Вавилонцима. Познавали су њихово писмо, а за потребе записивања трговачких података развили су сасвим једноставне цртовне знакове - 22 слова.

#### Грчки алфабет
Трговачким везама феничко је писмо стигло у Картагу, Шпанију и Грчку. Око X века п. н. е. настао је грчки алфабет. Реч алфабет долази од првих слова грчког писма - алфе и бете.

#### Латиница
Историја латинице почиње оснивањем Римске државе, VII - VI века п. н. е. Од II века п. н. е. Рим влада целим Средоземљем где се проширило и латиничко писмо. Познато је писмо Римска капитала, основа нашег данашњег писма, а разликујемо монументалну капиталу, квадратичну капиталу, рустичну капиталу; затим римски курзив. Од III века јавља се унцијала, а од VI до VIII века полуунцијала. Римска капитала уводи и нове начине украшавања слова: серифима (стопицама, посебним завршецима линија слова) и односом дебљих и тањих „пречки“, линија слова.

#### Каролиншка минискула
После пропасти Римског царства од poluuncijale настају бројна писма.
- инсуларна минискула - Ирска
- меровиншка минискула - Француска
- лангобардска минискула - северна Италија
- беневентанска минискула - средња и јужна Италија
- западноготска (визиготска) минискула - Шпанија
- каролиншка минискула - каролина - настала је у време владавине франачког краља Карла великог у VIII веку који је желео да обнови сјај Римског царства. У Аахену је основана чувена Академија с најугледнијим научницима тог доба. Приступило се реформи писма. Минискула значи да у писму нема великих слова. Велика слова писала су се капиталом која не познаје мала слова.

#### Готичка минискула
У раздобљу готике, око 1150. године каролиншка минискула се прилагођавала новом стилу: шиљастим торњевима, преломљеним луковима. Облици слова постају све ужи и виткији, а облине све шиљастије. Из готичке минискуле развијају се текстура, ротунда, швабачеп и фрактура.

#### Хуманистичка минискула
У XIV веку хуманизам се супротставља феудално - црквеној идеологији. Окрећу се антици и, сматрајући да је каролина античког порекла, прихватају је и зову „античко писмо“, littera antiqua, што је довело до назива антиква (што је било погрешно).

#### Глагољица
Глагољица је словенско писмо, настало у IX веку на балканском полуострву. Користи карактеристичне кружиће, а као аутор глагољице често се узима Константин -Ћирил. Од XI века глагољицу истискује ћирилица, па се глагољица задржава једино у Хрватској. Око 1100. године на Крку, поред Башке, исклесана је Башћанска плоча која се сматра једним од најзначајнијих глагољских натписа.

#### Ћирилица
Од 30 слова колико их има ћириличка азбука, 26 је преузето из грчког алфабета, а остала су слова стилизована или преузета из глагољице. Као аутори ћирилице наводе се Константин, Ћирило и Методије, епископ Климент, цар Симеон Велики и др. Најстаријим ћириличким спомеником сматра се Самуилов натпис из 993. године. У XII веку настала је босанчица или босанска ћирилица, са примесама глагољице и латинице. Најстарији споменик на босанчици је Повеља Кулина Бана из 1189. године.

### Типографско писмо
У XV веку (1450. година) Јохан Гутенберг проналази помична - одвојена слова и штампарску машину, што ствара потребу за јасно одвојеним сваким знаком, тачним дефинисањем његовог облика и смештајем унутар расположивог правоугаоника.

#### Ренесансна антиква
Развила се из хуманистичке минискуле (а ова из каролине). Појављује се 1465. године на отисцима штампара Евајнхајма и Панарца из свештеничког комплекса Субијако надомак Рима.

#### Прелазна антиква
Према замисли краља Луја XIV била је основана 1692. године комисија француске академије која је за краљевску штампарију требало да изради савршену антикву.

#### Класицистичка антиква
- Дидоова антиква - 1775.
- Бодонијева антиква

После 1800. године на развој писма има велики утицај индустријализација. Настају бројна писма, нпр. гротеск (испуштају се серифи).
Око 1900, у раздобљу сецесије, Ото Екман развија декоративно писмо. Сецесијска писма су карактеристична по својим биљним и геометризираним компонентама изразитог декора.
Све донедавно (око половине 20. века) неговала се калиграфија или краснопис, који се базирао на могућностима пера да се извлаче дебеле и танке линије.
Појавом рачунара писма се цртачки обликују на екрану, што значајно повећава количину различитих типова слова, или рачунарским језиком - фонтова.